# Misleydis González
Misleydis González, född den 19 juni 1978, är en kubansk friidrottare som tävlar i kulstötning.
González första internationella mästerskapsfinal var inomhus-VM 2004 där hon slutade på en sjätte plats efter en stöt på 18,41. Hon var även i final vid Olympiska sommarspelen 2004 där hon slutade sjua med en längsta stöt på 18,59. Vid såväl VM 2005 och VM 2007 var hon i final men slutade där tia respektive elva.
Under 2008 började hon med att bli fyra vid inomhus-VM i Valencia och utomhus samma år slutade hon fyra vid Olympiska sommarspelen i Peking. I OS-finalen noterade hon även sitt personliga rekord efter att ha stött 19,50. Året avslutade hon med att bli trea vid IAAF World Athletics Final i Stuttgart.